# 克恩顿州
克恩顿州（德語：Kärnten），又译作克恩滕州或卡林西亚州，是奥地利最南面的一个州，位于东阿尔卑斯山脉，以其山脉和湖泊而闻名。首府克拉根福。

## 名称
德语名称Kärnten出自凯尔特语“karantos”，意为友好的人，所以州名可以理解为“友善之地”。也有说法称州名来自居住在该州境内阿尔卑斯山地区的凯尔特人部落“Carni”，第三种说法称该名得自伊利里亚语“karant”，意为「岩石、峭壁」。

## 地理

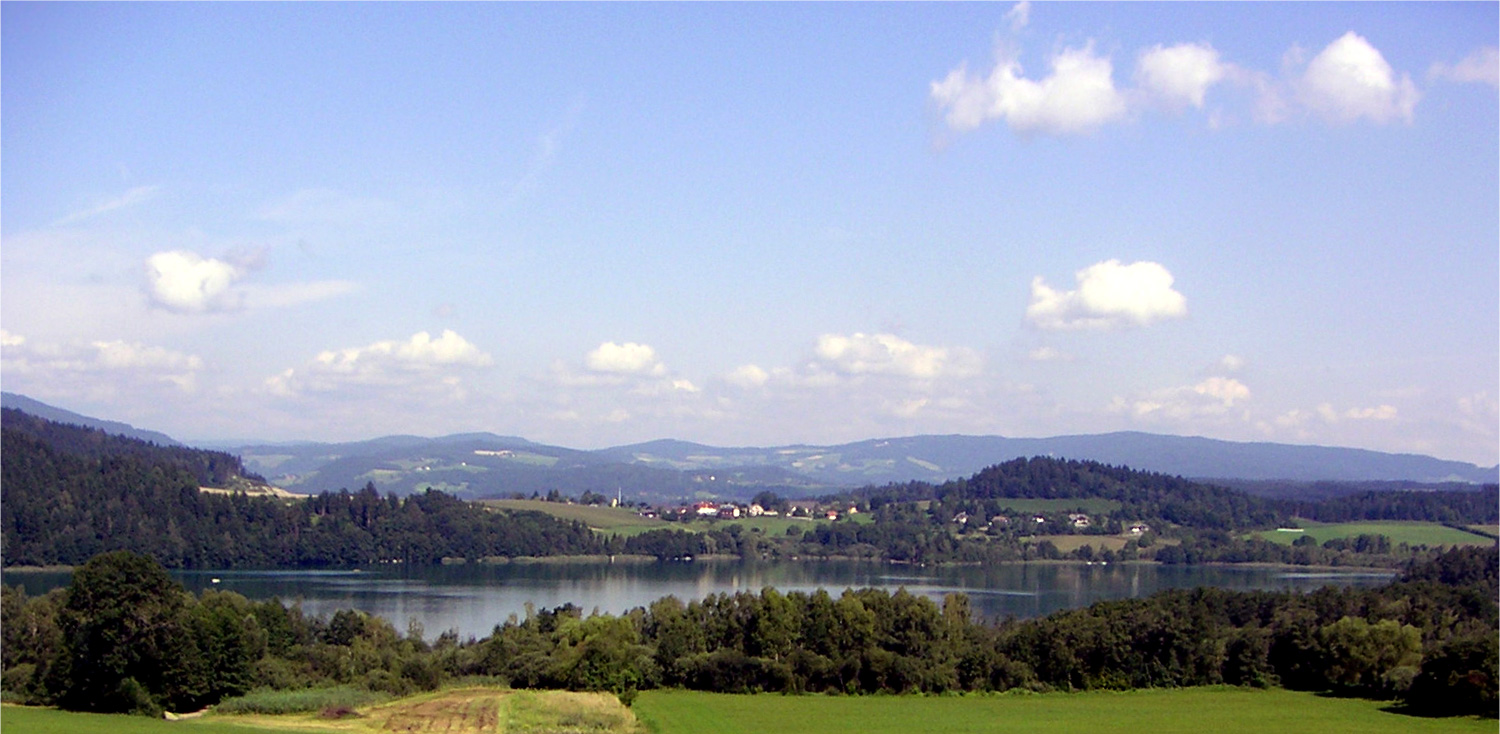
典型的克恩顿风光

克恩顿州西面和东蒂罗尔州接壤，北和东北面为萨尔茨堡州以及施泰尔马克州，南面与斯洛文尼亚及意大利为邻。该州地理上被划分为上克恩顿，中克恩顿，下（西）克恩顿三部分。在下克恩顿的克拉根福盆地坐落着该州美丽的首府克拉根福，由于被众多的湖泊环绕，是一个著名的避暑胜地。

## 经济
由于该州有20%的居民都从事于旅游业，因而失业率受季节的影响很大。建于克恩顿州最大河流drau的水电站解决了整个奥地利12%的电力供应。2018年，克恩顿州的国内生产总值（GDP）为209亿欧元，占奥地利经济产出的5.4%。按购买力调整后的人均GDP为33,000欧元，是同年欧盟27国平均水平的110%。

## 人口
总人口559,404人（2001年）。绝大多数为日耳曼民族。在南部地区居住着一些斯洛文尼亚人（2001年：12,544人）。少数民族权利问题（双语学校，双语路标）常常引发激烈争论。

## 历史
公元7世纪时为一独立王国，拉丁文名称为“Carinthia”。788年至843年为查理曼的法兰克帝国之一部。899年至927年属于巴伐利亚公爵，随后成为神圣罗马帝国直辖的领地。995年，阿达尔贝罗·埃本施泰因被封为卡林西亚边境总督，该家族统治卡林西亚地区至1122年，随后转归施蒂里亚公国。由于该家族男性后代绝嗣，1335年，该地区统治权转入哈布斯堡家族手中，称为卡林西亚公爵领地（Geschichte Kärntens， Duchy of Carinthia）。1804年该地区并入统一的奥地利帝国。第一次世界大战及第二次世界大战后，斯洛文尼亚及其后身南斯拉夫都曾试图吞并整个克恩顿地区，但遭到当地居民的抵制。在1920年時曾經公投決定要留在奧地利還是南斯拉夫（1920年卡林西亞歸屬公投），公投的結果為大約59%的選民支持留在奧地利，約41%選民支持留在南斯拉夫。

## 政治
州立法机关是拥有36名议员的州议会，每5年选举一次。州议会所在地是克拉根福。
执行机关是由州长领导的州政府。克恩顿州政府主要由七名成员组成：州长，两名副州长，四名顾问。克恩顿州是奥地利右翼的大本营。前州长（2005）是右翼著名领袖、原自由党（FPÖ），奥地利未来联盟（BZÖ）党魁海德尔。

## 政区
克恩顿由2个拥有立法权的特别市和8个区组成。
- 特别市：
  - 克拉根福
  - 维拉赫

- 区：
  - Spittal an der Drau
  - Hermagor
  - Villach-Land
  - Feldkirchen
  - St. Veit an der Glan
  - Klagenfurt-Land
  - Völkermarkt
  - Wolfsberg